# Lijst van voetbalklassiekers
Dit is een overzicht van voetbalklassiekers, oftewel voetbalwedstrijden die bijzonder geladen zijn en een lange historie hebben. Vaak zijn het wedstrijden tussen de succesrijkste clubs van een bepaald land (bijvoorbeeld FC Barcelona en Real Madrid in Spanje). Verschillende andere ploegen hebben een – soms bittere – rivaliteit die gebaseerd is op de strijd om hun stad of regio, zie hiervoor de lijst van derby's.
| land        | club 1              | club 2                 | bijnaam                                                      | reden |  |
| ----------- | ------------------- | ---------------------- | ------------------------------------------------------------ | --- |  |
| Argentinië  | Boca Juniors        | River Plate            | Superclásico                                                 | Strijd tussen de succesvolste clubs van Buenos Aires en Argentinië |  |
| Argentinië  | Independiente       | Racing                 | Clásico de Avellaneda                                        | Strijd tussen de grootste clubs van Avellaneda |  |
| België      | Anderlecht          | Standard               | De klassieker                                                | Strijd tussen de grootste clubs uit Brussel en Wallonië. |  |
| België      | Club Brugge         | KAA Gent               | De Slag om Vlaanderen                                        | Historische strijd tussen twee van de oudste steden van Vlaanderen. |  |
| België      | Anderlecht          | Club Brugge            | De topper                                                    | Strijd tussen de grootste clubs uit Brussel en Vlaanderen, bij uitbreiding de twee grootste clubs van België. Vaak wordt de wedstrijd ook omschreven als de ploeg van het (Vlaamse)volk tegen de ploeg van de Belgische elite, respectievelijk Club Brugge tegen Anderlecht. |  |
| België      | Beerschot           | R.Antwerp. FC          | Derby van 'T stad                                            | Strijd tussen de 2 grootste clubs uit de stad Antwerpen en de titel van 'Ploeg van 't stad'. Tevens ook de strijd tussen Zuid-Antwerpen (Kiel) en Noord-Antwerpen (Deurne)                                                                                                   |  |
| België      | KV Mechelen         | KRC Mechelen           | Mechelse stadsderby                                          | Strijd tussen de 2 historisch grootste ploegen uit de stad Mechelen. |  |
| België      | Club Brugge         | Cercle Brugge          | De Brugse Stadsderby                                         | Strijd tussen de 2 grootste clubs uit de stad Brugge, tevens 2 van de oudste ploegen van België, en de titel van 'Ploeg van Brugge'. Van oorpsrong was dit ook een strijd tussen de katholieken van Cercle en het meer liberale, humanistische en Vlaamsgezinde Club.        |  |
| België      | KV Kortrijk         | Zulte Waregem          | Vlasico                                                      | Strijd tussen de 2 grootste ploegen uit de regio Zuid-West-Vlaanderen. |  |
| België      | SK Beveren          | Sporting Lokeren       | Waasland derby                                               | Strijd tussen de, historisch gezien, 2 grootste ploegen van het Waasland en de titel van 'D'echte ploeg van't Woasland'. |  |
| Duitsland   | Borussia Dortmund   | Bayern München         | Der Klassiker                                                | Strijd tussen de meest succesvolle clubs van Duitsland. |  |
| Duitsland   | Borussia Dortmund   | Schalke 04             | Revierderby of Kohlenpott-derby                              | Strijd tussen de grootste clubs van het Ruhrgebied Tevens de meest beladen derby van Duitsland |  |
| Duitsland   | Hamburger SV        | Werder Bremen          | Nordderby                                                    | Strijd tussen de grootste en succesvolste clubs van Noord-Duitsland |  |
| Brazilië    | Botafogo            | Fluminense             | Clássico Vovô                                                | Strijd tussen twee clubs uit Rio de Janeiro en de oudste derby van Brazilië |  |
| Brazilië    | Fluminense          | Vasco da Gama          | Clássico dos Gigantes                                        | Strijd tussen twee clubs uit Rio de Janeiro |  |
| Brazilië    | Flamengo            | Vasco da Gama          | Clássico dos Milhões                                         | Strijd tussen twee clubs uit Rio de Janeiro |  |
| Brazilië    | Flamengo            | Fluminense             | Fla-Flu                                                      | Strijd tussen twee clubs uit Rio de Janeiro |  |
| Brazilië    | Palmeiras           | Corinthians            | Derby Paulista                                               | Strijd tussen de twee grootste clubs uit São Paulo en de grootste derby van het land na Fla-Flu |  |
| Brazilië    | Grêmio              | Internacional          | Grenal                                                       | Strijd tussen twee clubs uit Porto Alegre |  |
| Colombia    | Atlético Nacional   | Millonarios            | Superclásico del Fútbol Colombiano                           | Strijd tussen de twee meest succesvolle en populaire Colombiaanse clubs. |  |
| Colombia    | Millonarios         | Independiente Santa Fe | Clásico Capitalino                                           | Strijd tussen twee clubs uit Bogotá |  |
| Colombia    | Atlético Nacional   | Independiente Medellín | Clásico Paisa                                                | Strijd tussen twee clubs uit Medellín |  |
| Colombia    | América de Cali     | Deportivo Cali         | Clásico vallecaucano                                         | Strijd tussen twee clubs uit Cali |  |
| Egypte      | Al-Ahly             | Al-Zamalek             | Cairo derby                                                  | De strijd tussen de sterkste ploegen uit Egypte. |  |
| Engeland    | Arsenal             | Tottenham              | North London derby                                           | Strijd tussen de twee beste clubs uit Noord-Londen. |  |
| Engeland    | Liverpool           | Manchester United      | North West-derby                                             | Strijd tussen de twee succesvolste clubs van Engeland tevens komen beide clubs uit de regio North West England |  |
| Engeland    | Liverpool           | Everton                | Merseyside-derby                                             | Strijd tussen de twee succesvolste clubs van Liverpool |  |
| Frankrijk   | Paris Saint-Germain | Olympique Marseille    | Le Classique                                                 | Strijd tussen de twee grootste volksclubs van Frankrijk |  |
| Frankrijk   | Olympique Lyonnais  | AS Saint-Étienne       | Derby du Rhône                                               | Strijd tussen de twee grootste clubs uit de voormalige regio Rhône-Alpes. |  |
| Griekenland | Olympiakos Piraeus  | Panathinaikos          | Derby ton eonion antipalon ("Derby van de eeuwige vijanden") | Strijd tussen de twee beste clubs van Athene en van Griekenland |  |
| Italië      | AC Milan            | Internazionale         | Derby della Madonnina                                        | Strijd om Milaan |  |
| Italië      | AS Roma             | Lazio Roma             | Derby della Capitale                                         | Strijd om Rome |  |
| Italië      | Sampdoria           | Genoa                  | Derby della Lanterna                                         | Strijd om Genua |  |
| Italië      | Juventus            | Torino                 | Derby della Mole                                             | Strijd om Turijn |  |
| Italië      | Juventus            | Internazionale         | Derby d'Italia                                               | De strijd om Italië. De twee succesvolle en meest gesupporterde clubs in Italië |  |
| Mexico      | Club América        | Chivas de Guadalajara  | El Clásico                                                   | Strijd tussen de twee belangrijkste steden van Mexico |  |
| Marokko     | Raja Casablanca     | Wydad Casablanca       | Al Derby                                                     | Strijd tussen de twee grootste clubs van zowel Casablanca als Marokko |  |
| Nederland   | Ajax                | Feyenoord              | De Klassieker                                                | Strijd tussen de hoofdstad (Amsterdam) en de havenstad (Rotterdam) |  |
| Nederland   | Go Ahead Eagles     | PEC Zwolle             | IJsselderby                                                  | De strijd tussen twee Overijsselse IJsselsteden |  |
| Nederland   | Heracles Almelo     | FC Twente              | De Twentse derby                                             | Strijd tussen de 2 Twentse betaaldvoetbalploegen |  |
| Nederland   | PSV Eindhoven       | Ajax                   | De Topper                                                    | Strijd tussen de twee succesvolste clubs |  |
| Nederland   | Vitesse             | N.E.C.                 | De Gelderse Derby                                            | Strijd tussen de hoofdstad en de grootste stad van Gelderland. |  |
| Peru        | Universitario       | Alianza Lima           | Superclásico                                                 | Strijd tussen de twee grootste volksclubs van Peru |  |
| Peru        | Cristal             | Universitario          | Clásico Moderno                                              | Strijd tussen de twee meest succesvolle clubs in de afgelopen jaren van Peru |  |
| Schotland   | Glasgow Rangers     | Celtic                 | The Old Firm                                                 | Strijd tussen de protestanten en katholieken in Schotland |  |
| Spanje      | FC Barcelona        | Real Madrid            | El Clásico, Superclásico, El Derbi                           | Strijd gebaseerd op politieke en culturele achtergronden |  |
| Spanje      | FC Barcelona        | Espanyol               | Derby van Barcelona                                          | Strijd tussen de twee beste clubs van de Catalaanse hoofdstad Barcelona |  |
| Spanje      | Real Madrid         | Atlético Madrid        | El derby madrileño                                           | Strijd tussen de twee meest succesvolle clubs uit Madrid. |  |
| Spanje      | Real Betis          | Sevilla FC             | Derbi Sevillano of El Gran Derbi                             | Strijd tussen de meest succesvolle clubs uit Sevilla. |  |
| Turkije     | Galatasaray SK      | Fenerbahçe SK          | Istanbul Derbisi, Kıtalararası Derbi                         | Strijd tussen de twee succesvolste clubs van Turkije |  |
| Turkije     | Göztepe SK          | Karşıyaka SK           | İzmir Derbisi                                                | Strijd tussen de twee succesvolste clubs van İzmir |  |
| Uruguay     | Nacional            | Peñarol                | El Superclasico                                              | Strijd tussen de twee beste clubs van Montevideo en Uruguay |  |
| Venezuela   | Deportivo Italia    | Caracas FC             | El Clásico Capitalino                                        | Strijd tussen de twee beste clubs van Caracas en Venezuela |  |
| Zwitserland | FC Basel            | FC Zürich              | Der Klassiker                                                | Strijd tussen de twee beste clubs van Zwitserland. |  |